# Flavio Briatore

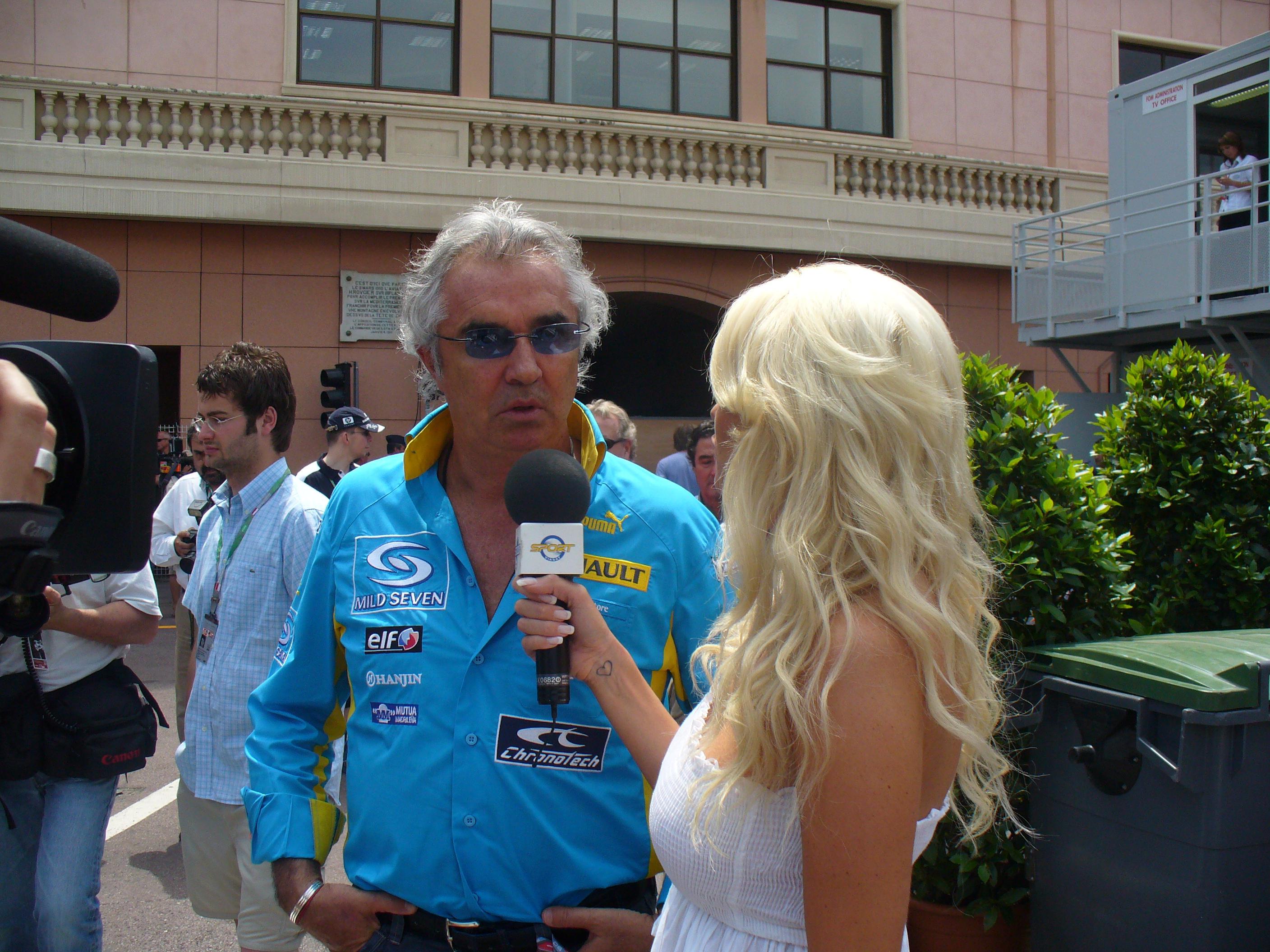
Flavio Briatore intervjuas av Carolina Gynning under Monacos Grand Prix.

Flavio Briatore, född 12 april 1950 i Verzuolo, Italien, är en italiensk affärsman som är stallchef för det franska Formel 1-stallet Alpine F1 sedan den 6 maj 2025. Han är också ledande rådgivare rörande F1 för stallets ägare Renault.
Briatore var tidigare chef för Benetton Formula och Renault F1 som vann Formel 1-VM 1994 och 1995 respektive 2005 och 2006. Briatore stängdes av från Formel 1-cirkusen efter "Crashgate" 2009, då det framkom att han i Singapores Grand Prix 2008 beordrat teamets andreförare Nelson Piquet Jr. att köra in i räcket längs med banan så att säkerhetsbilen blev tvungen att komma ut, vilket skulle gynna teamets stjärnförare Fernando Alonso, som också vann loppet. Flera andreförare i Flavios team har vittnat om att han har favoriserat förstaföraren.
Han har en dotter född 2004, tillsammans med Heidi Klum. Briatore också varit tillsammans med Naomi Campbell.
Han gifte sig med den italienska modellen Elisabetta Gregoraci den 14 juni 2008 och de har ett gemensamt barn som föddes 2010. 